# Maids and Muslin
Maids and Muslin é um curta-metragem mudo norte-americano de 1920, do gênero comédia, com o ator cômico Oliver Hardy.

## Elenco
- Jimmy Aubrey - Sr. Bolts
- Oliver Hardy - Sr. Yards (como Babe Hardy)